# Rinus Michels
Marinus Jacobus Hendricus Michels, detto Rinus (Amsterdam, 9 febbraio 1928 – Aalst, 3 marzo 2005), è stato un calciatore e allenatore di calcio olandese, di ruolo attaccante.

## Carriera
(Johan Cruijff)
Da calciatore trascorse tutta la carriera nell'Ajax, di cui più tardi fu l'allenatore. Dal 1950 al 1954 giocò anche 5 incontri nella nazionale maggiore olandese, di cui in seguito fu commissario tecnico. Durante la sua carriera da calciatore, Michels arriverà a raccogliere 269 presenze, segnando 121 gol, con la maglia dell’Ajax.
Quando nel 1958, appena trentenne, alcuni persistenti problemi alla schiena lo spingono ad interrompere definitivamente la sua avventura con l’Ajax, decide di mettere a frutto il diploma ottenuto al termine delle scuole superiori e intraprendere una carriera lavorativa come insegnante di educazione fisica. Viene assunto come insegnante di educazione fisica alla J.C. Ammanschool, istituto per audiolesi che ha sede proprio a Watergraafsmeer, non lontano dallo stadio De Meer. Il suo nuovo lavoro gli permette di tenere vivo l’interesse per il calcio, che resta parte integrante della sua quotidianità. Continua a giocare con la maglia del ZSV Zandvoortmeeuwen, un club della vicina Zandvoort, ma smette dopo neanche due anni, quando riceve la proposta di allenare una piccola squadra del suo quartiere, lo JOS, acronimo di Jeugd Organisatie Sportclub.
Nel gennaio 1965 fu chiamato a prendere il posto di Vic Buckingham sulla panchina dei "Lancieri". Il 17 gennaio 1965, dopo un deludente pareggio nel derby cittadino con il DWS, arrivò l’ufficialità del cambio di guida tecnica, con il club di Amsterdam invischiato nella lotta per non retrocedere. Michels esordì sulla panchina dell'Ajax battendo 9-3 il MVV e concludendo il campionato al 13º posto.. Dalla stagione successiva operò una rivoluzione tattica, tecnica, atletica, mentale ed i risultati non tardarono ad arrivare. Vinse le successive tre edizioni dell'Eredivisie, una KNVB beker e, nella stagione 1968-1969, raggiunse la finale di Coppa dei Campioni vinta dal Milan per 1-4. Nel frattempo la squadra si conformò molto bene intorno ad un nucleo di giovani cresciuti nel settore giovanile tra cui: Suurbier, Hulshoff, Krol, Mühren, Haan, Rep e Keizer. A questi si aggiunsero il portiere Stuy prelevato dal Telstar, i difensori Vasović e Blankenburg, ed il centrocampista centrale Neeskens. Il sistema tattico dell'Ajax, composto da flessibilità di ruoli e funzioni, per cui tutti devono sapere giocare in qualsiasi zona del campo, dall'idea di espandere e restringere lo spazio a seconda del momento e della situazione di gioco attraverso una "squadra corta" e un pressing offensivo, e da calciatori con velocità di pensiero che sanno muoversi in maniera coordinata al fine di creare ed occupare lo spazio; veniva incarnato da Johan Cruijff, stella e catalizzatore della squadra. Michels diede vita al cosiddetto Totaalvoetbal, un modo di intendere il calcio rivoluzionario e che avrebbe esercitato una grande influenza nei decenni seguenti; nel 1999 fu eletto Allenatore del secolo dalla FIFA.. Con questa squadra Michels si aggiudicò un altro campionato, due Coppe d'Olanda e la prima Coppa dei Campioni della storia del club, vinta a Wembley contro il Panathīnaïkos per 2-0, con le reti di van Dijk e Haan.
Dal 1971 al 1975 e poi dal 1976 al 1978 allenò il Barcellona con il quale vinse un campionato spagnolo e una Coppa del Re. Nel mezzo un breve ritorno all'Ajax e l'esperienza al campionato del mondo 1974 alla guida della nazionale olandese. Gli oranje erano formati per lo più da calciatori che egli aveva già allenato nell'Ajax, a cui si aggiungevano il portiere Jongbloed dell'Amsterdam, il difensore Rijsbergen, i centrocampisti Jansen e van Hanegem del Feyenoord e l'ala sinistra Rensenbrink dell'Anderlecht. L'Arancia meccanica, soprannome della nazionale, vinse 5 partite su 6, arrivando in finale da grande favorita per la vittoria del trofeo. Ad aspettarla vi erano i padroni di casa della Germania Ovest, guidati in campo da Beckenbauer. L'Olanda passò in vantaggio al 2' minuto grazie ad un calcio di rigore (il primo fischiato in una finale mondiale) realizzato da Neeskens, ma fu rimontata e perse per 1-2.
A seguito delle parentesi con gli statunitensi del L.A. Aztecs e i tedeschi del Colonia, tornò ad allenare la nazionale olandese. In questo periodo trovò una nuova generazione di grandi calciatori tra i quali: Koeman, Rijkaard, Vanenburg, Gullit e Marco van Basten. Vinse il campionato europeo del 1988 battendo in finale per 2-0 l'Unione Sovietica.
Chiuse la carriera guidando il Bayer Leverkusen e di nuovo la nazionale del suo paese.
È stato il primo olandese della storia, prima di Ronald Koeman e Frank de Boer, ad aver vinto in patria il campionato sia da giocatore sia da allenatore.
Nel 2019 viene inserito al primo posto dalla rivista France Football nella classifica dei 50 migliori allenatori di sempre.

## Statistiche

### Giocatore

#### Cronologia presenze e reti in nazionale
| Cronologia completa delle presenze e delle reti in nazionale ― Paesi Bassi | Cronologia completa delle presenze e delle reti in nazionale ― Paesi Bassi | Cronologia completa delle presenze e delle reti in nazionale ― Paesi Bassi | Cronologia completa delle presenze e delle reti in nazionale ― Paesi Bassi | Cronologia completa delle presenze e delle reti in nazionale ― Paesi Bassi | Cronologia completa delle presenze e delle reti in nazionale ― Paesi Bassi | Cronologia completa delle presenze e delle reti in nazionale ― Paesi Bassi | Cronologia completa delle presenze e delle reti in nazionale ― Paesi Bassi |
| Data                                                                       | Città                                                                      | In casa                                                                    | Risultato                                                                  | Ospiti                                                                     | Competizione                                                               | Reti                                                                       | Note                                                                       |
| -------------------------------------------------------------------------- | -------------------------------------------------------------------------- | -------------------------------------------------------------------------- | -------------------------------------------------------------------------- | -------------------------------------------------------------------------- | -------------------------------------------------------------------------- | -------------------------------------------------------------------------- | -------------------------------------------------------------------------- |
| 8-6-1950                                                                   | Solna                                                                      | Svezia                                                                     | 4 – 1                                                                      | Paesi Bassi                                                                | Amichevole                                                                 | -                                                                          |                                                                            |
| 11-6-1950                                                                  | Helsinki                                                                   | Finlandia                                                                  | 4 – 1                                                                      | Paesi Bassi                                                                | Amichevole                                                                 | -                                                                          |                                                                            |
| 4-4-1954                                                                   | Anversa                                                                    | Belgio                                                                     | 4 – 0                                                                      | Paesi Bassi                                                                | Amichevole                                                                 | -                                                                          |                                                                            |
| 19-5-1954                                                                  | Solna                                                                      | Svezia                                                                     | 6 – 1                                                                      | Paesi Bassi                                                                | Amichevole                                                                 | -                                                                          |                                                                            |
| 30-5-1954                                                                  | Zurigo                                                                     | Svizzera                                                                   | 3 – 1                                                                      | Paesi Bassi                                                                | Amichevole                                                                 | -                                                                          |                                                                            |
| Totale                                                                     |                                                                            | Presenze                                                                   | 5                                                                          |                                                                            | Reti                                                                       | 0                                                                          |                                                                            |

### Allenatore
In grassetto le competizioni vinte.
| Stagione                  | Squadra                   | Campionato                | Campionato | Campionato | Campionato | Campionato | Coppe nazionali | Coppe nazionali | Coppe nazionali | Coppe nazionali | Coppe nazionali | Coppe continentali | Coppe continentali | Coppe continentali | Coppe continentali | Coppe continentali | Altre coppe | Altre coppe | Altre coppe | Altre coppe | Altre coppe | Totale | Totale | Totale | Totale | Vittorie % | Piazzamento |
| Stagione                  | Squadra                   | Comp                      | G          | V          | N          | P          | Comp            | G               | V               | N               | P               | Comp               | G                  | V                  | N                  | P                  | Comp        | G           | V           | N           | P           | G      | V      | N      | P      | %          | Piazzamento |
| ------------------------- | ------------------------- | ------------------------- | ---------- | ---------- | ---------- | ---------- | --------------- | --------------- | --------------- | --------------- | --------------- | ------------------ | ------------------ | ------------------ | ------------------ | ------------------ | ----------- | ----------- | ----------- | ----------- | ----------- | ------ | ------ | ------ | ------ | ---------- | ----------- |
| 1964-gen. 1965            | DWS                       | ED                        | 17         | 9          | 7          | 1          | CO              | 1               | 0               | 0               | 1               | CC                 | 4                  | 4                  | 0                  | 0                  | -           | -           | -           | -           | -           | 22     | 13     | 7      | 2      | 59,09      | Dimesso     |
| gen.-giu. 1965            | Ajax                      | ED                        | 12         | 4          | 5          | 3          | CO              | -               | -               | -               | -               | -                  | -                  | -                  | -                  | -                  | -           | -           | -           | -           | -           | 22     | 13     | 7      | 2      | 59,09      | 13º         |
| 1965-1966                 | Ajax                      | ED                        | 30         | 24         | 4          | 2          | CO              | 5               | 4               | 0               | 1               | -                  | -                  | -                  | -                  | -                  | -           | -           | -           | -           | -           | 35     | 28     | 4      | 3      | 80,00      | 1º          |
| 1966-1967                 | Ajax                      | ED                        | 34         | 26         | 4          | 4          | CO              | 5               | 3               | 2               | 0               | CC                 | 6                  | 3                  | 2                  | 1                  | -           | -           | -           | -           | -           | 45     | 32     | 8      | 5      | 71,11      | 1º          |
| 1967-1968                 | Ajax                      | ED                        | 34         | 27         | 4          | 3          | CO              | 7               | 5               | 1               | 1               | CC                 | 2                  | 0                  | 2                  | 0                  | -           | -           | -           | -           | -           | 43     | 32     | 7      | 4      | 74,42      | 1º          |
| 1968-1969                 | Ajax                      | ED                        | 34         | 25         | 4          | 5          | CO              | 3               | 2               | 0               | 1               | CC                 | 9                  | 5                  | 1                  | 3                  | -           | -           | -           | -           | -           | 46     | 32     | 5      | 9      | 69,57      | 2º          |
| 1969-1970                 | Ajax                      | ED                        | 34         | 27         | 6          | 1          | CO              | 6               | 5               | 0               | 1               | CdF                | 10                 | 6                  | 0                  | 4                  | -           | -           | -           | -           | -           | 50     | 38     | 6      | 6      | 76,00      | 1º          |
| 1970-1971                 | Ajax                      | ED                        | 34         | 24         | 5          | 5          | CO              | 6               | 5               | 1               | 0               | CC                 | 9                  | 6                  | 1                  | 2                  | -           | -           | -           | -           | -           | 49     | 35     | 7      | 7      | 71,43      | 2º          |
| 1971-1972                 | Barcellona                | PD                        | 34         | 17         | 9          | 8          | CG              | 4               | 1               | 1               | 2               | CdC                | 4                  | 2                  | 0                  | 2                  | -           | -           | -           | -           | -           | 42     | 20     | 10     | 12     | 47,62      | 3º          |
| 1972-1973                 | Barcellona                | PD                        | 34         | 18         | 10         | 6          | CG              | 4               | 2               | 1               | 1               | CU                 | 2                  | 0                  | 0                  | 2                  | -           | -           | -           | -           | -           | 40     | 20     | 11     | 9      | 50,00      | 2º          |
| 1973-1974                 | Barcellona                | PD                        | 34         | 21         | 8          | 5          | CG              | 7               | 4               | 2               | 1               | CU                 | 2                  | 1                  | 0                  | 1                  | -           | -           | -           | -           | -           | 43     | 26     | 10     | 7      | 60,47      | 1º          |
| 1974-1975                 | Barcellona                | PD                        | 34         | 15         | 7          | 12         | CG              | 4               | 2               | 1               | 1               | CC                 | 8                  | 4                  | 3                  | 1                  | -           | -           | -           | -           | -           | 46     | 21     | 11     | 14     | 45,65      | 3º          |
| set. 1975-1976            | Ajax                      | ED                        | 33         | 21         | 7          | 5          | CO              | 3               | 2               | 0               | 1               | CU                 | 6                  | 4                  | 0                  | 2                  | -           | -           | -           | -           | -           | 42     | 27     | 7      | 8      | 64,29      | 3º          |
| Totale Ajax               | Totale Ajax               | Totale Ajax               | 245        | 178        | 39         | 28         |                 | 35              | 26              | 4               | 5               |                    | 42                 | 24                 | 6                  | 12                 |             | -           | -           | -           | -           | 322    | 228    | 49     | 45     | 70,81      |             |
| 1976-1977                 | Barcellona                | PD                        | 34         | 18         | 9          | 7          | CR              | 2               | 0               | 1               | 1               | CU                 | 8                  | 4                  | 2                  | 2                  | -           | -           | -           | -           | -           | 44     | 22     | 12     | 10     | 50,00      | 2º          |
| 1977-1978                 | Barcellona                | PD                        | 34         | 16         | 9          | 9          | CR              | 7               | 4               | 2               | 1               | CU                 | 10                 | 5                  | 3                  | 2                  | -           | -           | -           | -           | -           | 51     | 25     | 14     | 12     | 49,02      | 2º          |
| Totale Barcellona         | Totale Barcellona         | Totale Barcellona         | 204        | 105        | 52         | 47         |                 | 28              | 13              | 8               | 7               |                    | 34                 | 16                 | 8                  | 10                 |             | -           | -           | -           | -           | 266    | 134    | 68     | 64     | 50,38      |             |
| 1979                      | L.A. Aztecs               | NASL                      | 35         | 21         | 0          | 14         | -               | -               | -               | -               | -               | -                  | -                  | -                  | -                  | -                  | -           | -           | -           | -           | -           | 35     | 21     | 0      | 14     | 60,00      | QF          |
| 1980                      | L.A. Aztecs               | NASL                      | 40         | 24         | 0          | 16         | -               | -               | -               | -               | -               | -                  | -                  | -                  | -                  | -                  | -           | -           | -           | -           | -           | 40     | 24     | 0      | 16     | 60,00      | SF          |
| Totale Los Angeles Aztecs | Totale Los Angeles Aztecs | Totale Los Angeles Aztecs | 75         | 45         | 0          | 30         |                 | -               | -               | -               | -               |                    | -                  | -                  | -                  | -                  |             | -           | -           | -           | -           | 75     | 45     | 0      | 30     | 60,00      |             |
| ott. 1980-1981            | Colonia                   | B                         | 26         | 10         | 7          | 9          | CG              | 1               | 0               | 0               | 1               | CU                 | 8                  | 3                  | 1                  | 4                  | -           | -           | -           | -           | -           | 35     | 13     | 8      | 14     | 37,14      | 8º          |
| 1981-1982                 | Colonia                   | B                         | 34         | 18         | 9          | 7          | CG              | 1               | 0               | 0               | 1               | -                  | -                  | -                  | -                  | -                  | -           | -           | -           | -           | -           | 35     | 18     | 9      | 8      | 51,43      | 2º          |
| 1982-1983                 | Colonia                   | B                         | 34         | 17         | 9          | 8          | CG              | 6               | 5               | 1               | 0               | CU                 | 6                  | 4                  | 0                  | 2                  | -           | -           | -           | -           | -           | 46     | 26     | 10     | 10     | 56,52      | 5º          |
| lug.-ago. 1983            | Colonia                   | B                         | 3          | 1          | 0          | 2          | CG              | -               | -               | -               | -               | CdC                | -                  | -                  | -                  | -                  | -           | -           | -           | -           | -           | 3      | 1      | 0      | 2      | 33,33      | Dimesso     |
| Totale Colonia            | Totale Colonia            | Totale Colonia            | 97         | 46         | 25         | 26         |                 | 8               | 5               | 1               | 2               |                    | 14                 | 7                  | 1                  | 6                  |             | -           | -           | -           | -           | 119    | 58     | 27     | 34     | 48,74      |             |
| 1988-apr. 1989            | Bayer Leverkusen          | B                         | 26         | 7          | 11         | 8          | CG              | 4               | 4               | 0               | 0               | CU                 | 2                  | 0                  | 0                  | 2                  | -           | -           | -           | -           | -           | 32     | 11     | 11     | 10     | 34,38      | Eson.       |
| Totale carriera           | Totale carriera           | Totale carriera           | 664+       | 390+       | 134+       | 140+       |                 | 76              | 48              | 13              | 15              |                    | 96                 | 51                 | 15                 | 33                 |             | -           | -           | -           | -           | 836    | 489    | 162    | 188    | 58,49      |             |

#### Panchine da commissario tecnico della nazionale olandese
| Cronologia completa delle presenze e delle reti in nazionale ― Paesi Bassi | Cronologia completa delle presenze e delle reti in nazionale ― Paesi Bassi | Cronologia completa delle presenze e delle reti in nazionale ― Paesi Bassi | Cronologia completa delle presenze e delle reti in nazionale ― Paesi Bassi | Cronologia completa delle presenze e delle reti in nazionale ― Paesi Bassi | Cronologia completa delle presenze e delle reti in nazionale ― Paesi Bassi | Cronologia completa delle presenze e delle reti in nazionale ― Paesi Bassi | Cronologia completa delle presenze e delle reti in nazionale ― Paesi Bassi |
| Data                                                                       | Città                                                                      | In casa                                                                    | Risultato                                                                  | Ospiti                                                                     | Competizione                                                               | Reti                                                                       | Note                                                                       |
| -------------------------------------------------------------------------- | -------------------------------------------------------------------------- | -------------------------------------------------------------------------- | -------------------------------------------------------------------------- | -------------------------------------------------------------------------- | -------------------------------------------------------------------------- | -------------------------------------------------------------------------- | -------------------------------------------------------------------------- |
| 27-3-1974                                                                  | Rotterdam                                                                  | Paesi Bassi                                                                | 1 – 1                                                                      | Austria                                                                    | Amichevole                                                                 | -                                                                          |                                                                            |
| 26-5-1974                                                                  | Amsterdam                                                                  | Paesi Bassi                                                                | 4 – 1                                                                      | Argentina                                                                  | Amichevole                                                                 | -                                                                          |                                                                            |
| 5-6-1974                                                                   | Rotterdam                                                                  | Paesi Bassi                                                                | 0 – 0                                                                      | Romania                                                                    | Amichevole                                                                 | -                                                                          |                                                                            |
| 15-6-1974                                                                  | Hannover                                                                   | Uruguay                                                                    | 0 – 2                                                                      | Paesi Bassi                                                                | Mondiali 1974 - Fase a gironi                                              | -                                                                          |                                                                            |
| 19-6-1974                                                                  | Dortmund                                                                   | Paesi Bassi                                                                | 0 – 0                                                                      | Svezia                                                                     | Mondiali 1974 - Fase a gironi                                              | -                                                                          |                                                                            |
| 23-6-1974                                                                  | Dortmund                                                                   | Bulgaria                                                                   | 1 – 4                                                                      | Paesi Bassi                                                                | Mondiali 1974 - Fase a gironi                                              | -                                                                          |                                                                            |
| 26-6-1974                                                                  | Gelsenkirchen                                                              | Paesi Bassi                                                                | 4 – 0                                                                      | Argentina                                                                  | Mondiali 1974 - Seconda fase a gironi                                      | -                                                                          |                                                                            |
| 30-6-1974                                                                  | Gelsenkirchen                                                              | Germania Est                                                               | 0 – 2                                                                      | Paesi Bassi                                                                | Mondiali 1974 - Seconda fase a gironi                                      | -                                                                          |                                                                            |
| 30-6-1974                                                                  | Dortmund                                                                   | Paesi Bassi                                                                | 2 – 0                                                                      | Brasile                                                                    | Mondiali 1974 - Seconda fase a gironi                                      | -                                                                          |                                                                            |
| 7-7-1974                                                                   | Monaco di Baviera                                                          | Germania Ovest                                                             | 2 – 1                                                                      | Paesi Bassi                                                                | Mondiali 1974 - Finale                                                     | -                                                                          |                                                                            |
| 14-11-1984                                                                 | Vienna                                                                     | Austria                                                                    | 1 – 0                                                                      | Paesi Bassi                                                                | Qual. Mondiali 1986                                                        | -                                                                          |                                                                            |
| 23-12-1984                                                                 | Nicosia                                                                    | Cipro                                                                      | 0 – 1                                                                      | Paesi Bassi                                                                | Qual. Mondiali 1986                                                        | -                                                                          |                                                                            |
| 29-4-1986                                                                  | Eindhoven                                                                  | Paesi Bassi                                                                | 0 – 0                                                                      | Scozia                                                                     | Amichevole                                                                 | -                                                                          |                                                                            |
| 14-5-1986                                                                  | Dortmund                                                                   | Germania Ovest                                                             | 3 – 1                                                                      | Paesi Bassi                                                                | Amichevole                                                                 | -                                                                          |                                                                            |
| 10-9-1986                                                                  | Praga                                                                      | Cecoslovacchia                                                             | 1 – 0                                                                      | Paesi Bassi                                                                | Amichevole                                                                 | -                                                                          |                                                                            |
| 15-10-1986                                                                 | Budapest                                                                   | Ungheria                                                                   | 0 – 1                                                                      | Paesi Bassi                                                                | Qual. Euro 1988                                                            | -                                                                          |                                                                            |
| 19-11-1986                                                                 | Amsterdam                                                                  | Paesi Bassi                                                                | 0 – 0                                                                      | Polonia                                                                    | Qual. Euro 1988                                                            | -                                                                          |                                                                            |
| 21-12-1986                                                                 | Limassol                                                                   | Cipro                                                                      | 0 – 1                                                                      | Paesi Bassi                                                                | Qual. Euro 1988                                                            | -                                                                          |                                                                            |
| 21-1-1987                                                                  | Barcellona                                                                 | Spagna                                                                     | 1 – 1                                                                      | Paesi Bassi                                                                | Amichevole                                                                 | -                                                                          |                                                                            |
| 25-3-1987                                                                  | Rotterdam                                                                  | Paesi Bassi                                                                | 1 – 1                                                                      | Grecia                                                                     | Qual. Euro 1988                                                            | -                                                                          |                                                                            |
| 29-4-1987                                                                  | Rotterdam                                                                  | Paesi Bassi                                                                | 2 – 0                                                                      | Ungheria                                                                   | Qual. Euro 1988                                                            | -                                                                          |                                                                            |
| 9-9-1987                                                                   | Rotterdam                                                                  | Paesi Bassi                                                                | 0 – 0                                                                      | Belgio                                                                     | Amichevole                                                                 | -                                                                          |                                                                            |
| 14-10-1987                                                                 | Zabrze                                                                     | Polonia                                                                    | 0 – 2                                                                      | Paesi Bassi                                                                | Qual. Euro 1988                                                            | -                                                                          |                                                                            |
| 28-10-1987                                                                 | Rotterdam                                                                  | Paesi Bassi                                                                | 8 – 0                                                                      | Cipro                                                                      | Qual. Euro 1988                                                            | -                                                                          | [ 10 ]                                                                     |
| 9-12-1987                                                                  | Amsterdam                                                                  | Paesi Bassi                                                                | 4 – 0                                                                      | Cipro                                                                      | Qual. Euro 1988                                                            | -                                                                          |                                                                            |
| 16-12-1987                                                                 | Rodi                                                                       | Grecia                                                                     | 0 – 3                                                                      | Paesi Bassi                                                                | Qual. Euro 1988                                                            | -                                                                          |                                                                            |
| 23-3-1988                                                                  | Londra                                                                     | Inghilterra                                                                | 2 – 2                                                                      | Paesi Bassi                                                                | Amichevole                                                                 | -                                                                          |                                                                            |
| 24-5-1988                                                                  | Rotterdam                                                                  | Paesi Bassi                                                                | 1 – 2                                                                      | Bulgaria                                                                   | Amichevole                                                                 | -                                                                          |                                                                            |
| 1-6-1988                                                                   | Amsterdam                                                                  | Paesi Bassi                                                                | 2 – 0                                                                      | Romania                                                                    | Amichevole                                                                 | -                                                                          |                                                                            |
| 12-6-1988                                                                  | Colonia                                                                    | Paesi Bassi                                                                | 0 – 1                                                                      | Unione Sovietica                                                           | Euro 1988 - Fase a gironi                                                  | -                                                                          |                                                                            |
| 15-6-1988                                                                  | Düsseldorf                                                                 | Inghilterra                                                                | 1 – 3                                                                      | Paesi Bassi                                                                | Euro 1988 - Fase a gironi                                                  | -                                                                          |                                                                            |
| 18-6-1988                                                                  | Gelsenkirchen                                                              | Irlanda                                                                    | 0 – 1                                                                      | Paesi Bassi                                                                | Euro 1988 - Fase a gironi                                                  | -                                                                          |                                                                            |
| 21-6-1988                                                                  | Amburgo                                                                    | Germania Ovest                                                             | 1 – 2                                                                      | Paesi Bassi                                                                | Euro 1988 - Semifinale                                                     | -                                                                          |                                                                            |
| 25-6-1988                                                                  | Monaco di Baviera                                                          | Unione Sovietica                                                           | 0 – 2                                                                      | Paesi Bassi                                                                | Euro 1988 - Finale                                                         | -                                                                          |                                                                            |
| 26-9-1990                                                                  | Palermo                                                                    | Italia                                                                     | 1 – 0                                                                      | Paesi Bassi                                                                | Amichevole                                                                 | -                                                                          |                                                                            |
| 17-10-1990                                                                 | Porto                                                                      | Portogallo                                                                 | 1 – 0                                                                      | Paesi Bassi                                                                | Qual. Euro 1992                                                            | -                                                                          |                                                                            |
| 21-11-1990                                                                 | Rotterdam                                                                  | Paesi Bassi                                                                | 2 – 0                                                                      | Grecia                                                                     | Qual. Euro 1992                                                            | -                                                                          |                                                                            |
| 19-12-1990                                                                 | Ta' Qali                                                                   | Malta                                                                      | 0 – 8                                                                      | Paesi Bassi                                                                | Qual. Euro 1992                                                            | -                                                                          |                                                                            |
| 13-3-1991                                                                  | Rotterdam                                                                  | Paesi Bassi                                                                | 1 – 0                                                                      | Malta                                                                      | Qual. Euro 1992                                                            | -                                                                          |                                                                            |
| 17-4-1991                                                                  | Rotterdam                                                                  | Paesi Bassi                                                                | 2 – 0                                                                      | Finlandia                                                                  | Qual. Euro 1992                                                            | -                                                                          |                                                                            |
| 5-6-1991                                                                   | Helsinki                                                                   | Finlandia                                                                  | 1 – 1                                                                      | Paesi Bassi                                                                | Qual. Euro 1992                                                            | -                                                                          |                                                                            |
| 11-9-1991                                                                  | Eindhoven                                                                  | Paesi Bassi                                                                | 1 – 1                                                                      | Polonia                                                                    | Amichevole                                                                 | -                                                                          |                                                                            |
| 16-10-1991                                                                 | Rotterdam                                                                  | Paesi Bassi                                                                | 1 – 0                                                                      | Portogallo                                                                 | Qual. Euro 1992                                                            | -                                                                          |                                                                            |
| 4-12-1991                                                                  | Salonicco                                                                  | Grecia                                                                     | 0 – 2                                                                      | Paesi Bassi                                                                | Qual. Euro 1992                                                            | -                                                                          |                                                                            |
| 12-2-1992                                                                  | Faro                                                                       | Portogallo                                                                 | 2 – 0                                                                      | Paesi Bassi                                                                | Amichevole                                                                 | -                                                                          |                                                                            |
| 25-3-1992                                                                  | Amsterdam                                                                  | Paesi Bassi                                                                | 2 – 0                                                                      | Jugoslavia                                                                 | Amichevole                                                                 | -                                                                          |                                                                            |
| 27-5-1992                                                                  | Sittard                                                                    | Paesi Bassi                                                                | 3 – 2                                                                      | Austria                                                                    | Amichevole                                                                 | -                                                                          |                                                                            |
| 30-5-1992                                                                  | Utrecht                                                                    | Paesi Bassi                                                                | 4 – 0                                                                      | Galles                                                                     | Amichevole                                                                 | -                                                                          |                                                                            |
| 5-6-1992                                                                   | Lens                                                                       | Francia                                                                    | 1 – 1                                                                      | Paesi Bassi                                                                | Amichevole                                                                 | -                                                                          |                                                                            |
| 12-6-1992                                                                  | Göteborg                                                                   | Paesi Bassi                                                                | 1 – 0                                                                      | Scozia                                                                     | Euro 1992 - Fase a gironi                                                  | -                                                                          |                                                                            |
| 15-6-1992                                                                  | Göteborg                                                                   | Paesi Bassi                                                                | 0 – 0                                                                      | Comunità degli Stati Indipendenti                                          | Euro 1992 - Fase a gironi                                                  | -                                                                          |                                                                            |
| 18-6-1992                                                                  | Göteborg                                                                   | Germania                                                                   | 1 – 3                                                                      | Paesi Bassi                                                                | Euro 1992 - Fase a gironi                                                  | -                                                                          |                                                                            |
| 22-6-1992                                                                  | Göteborg                                                                   | Danimarca                                                                  | 2 – 2 (5-4 dtr)                                                            | Paesi Bassi                                                                | Euro 1992 - Semifinale                                                     | -                                                                          |                                                                            |
| Totale                                                                     |                                                                            | Presenze                                                                   | 53                                                                         |                                                                            | Reti                                                                       |                                                                            |                                                                            |

## Palmarès

### Giocatore
- Campionato olandese: 2

Ajax: 1946-1947, 1956-1957

### Club

#### Competizioni nazionali
- Campionato olandese: 4

Ajax: 1965-1966, 1966-1967, 1967-1968, 1969-1970
- Coppa dei Paesi Bassi: 3

Ajax: 1966-1967, 1969-1970, 1970-1971
- Campionato spagnolo: 1

Barcellona: 1973-1974
- Coppa di Spagna: 1

Barcellona: 1977-1978
- Coppa di Germania: 1

Colonia: 1982-1983

#### Competizioni internazionali
- Coppa dei Campioni: 1

Ajax: 1970-1971

### Nazionale
- Campionato d'Europa: 1

Olanda: 1988

### Individuale
- Miglior allenatore del secolo secondo la FIFA: 1999
- UEFA Lifetime Award: 2002
- Miglior allenatore in 50 anni di calcio professionistico in Olanda: 2004
- Miglior allenatore del dopoguerra secondo la rivista Times: 2007[11]
- Miglior allenatore della storia del calcio secondo la rivista France Football: 2019[12]

### Videografia
- Federico Ferri, Federico Buffa, Storie Mondiali: Arancia Meccanica (1974), Sky Sport, 2014.